# هنوف السعدون
هنوف السعدون (18 مارس 1991  -)، ممثلة كويتية.

## عنها
دخلت المجال الفني في عام 2008 عندما رشحها الفنان عبد الرحمن العقل للمشاركة في مسلسل البيت المائل.

## أعمالها

### المسلسلات
| سنة الإنتاج | المسلسل           | بمشاركة                                                                           |
| ----------- | ----------------- | --------------------------------------------------------------------------------- |
| 2008        | البيت المائل      | غانم الصالح، أحمد الصالح، عبد الرحمن العقل، زهرة الخرجي، عبير الجندي، غرور        |
| 2008        | أيوب              | غانم الصالح، عبد الرحمن العقل، عبد الإمام عبد الله، باسمة حمادة، فاطمة عبد الرحيم |
| 2009        | العقيد شمة        | هدى الخطيب، انتصار الشراح، محمد جابر، سعاد علي، هبة الدري، لطيفة المجرن           |
| 2009        | سارة              | هدى حسين، صلاح الملا، علي جمعة، عبير الجندي، سلمى سالم                            |
| 2009        | آخر صفقة حب       | صلاح الملا، من سوريا سلمى المصري، باسمة حمادة، عبد المحسن النمر، صمود             |
| 2010        | ليلة عيد          | حياة الفهد، غانم الصالح، أحمد الجسمي، منصور المنصور                               |
| 2010        | تو النهار         |                                                                                   |
| 2011        | الدخيلة           | هدى حسين، خالد أمين، أسمهان توفيق، أحمد السلمان، هند البلوشي، فاطمة الحوسني       |
| 2011        | علمني كيف أنساك   | هدى حسين، خالد أمين، أسمهان توفيق، إلهام الفضالة                                  |
| 2011        | جفنات العنب       | هيفاء عادل، جاسم النبهان، منصور المنصور، يعقوب عبد الله، شيماء علي                |
| 2012        | مذكرات عائلية جداً | إبراهيم الحربي، هدى الخطيب، شيماء علي، شجون الهاجري، فاطمة الصفي                  |

### في المسرح
| سنه الإنتاج | اسم المسرحية | بمشاركة                                        |
| ----------- | ------------ | ---------------------------------------------- |
| 2011        | كتاب العجائب | مشاري البلام، عبد القادر هدهود، ملاك، شهد، مسك |

## روابط خارجية
- هنوف السعدون على موقع قاعدة بيانات الأفلام العربية